# Rophitinae
|  | Dieser Artikel wurde aufgrund von formalen oder inhaltlichen Mängeln in der Qualitätssicherung Biologie zur Verbesserung eingetragen. Dies geschieht, um die Qualität der Biologie-Artikel auf ein akzeptables Niveau zu bringen. Bitte hilf mit, diesen Artikel zu verbessern! Artikel, die nicht signifikant verbessert werden, können gegebenenfalls gelöscht werden. Lies dazu auch die näheren Informationen in den Mindestanforderungen an Biologie-Artikel. |

Rophitinae ist eine Unterfamilie der Bienenfamilie der Halictidae. Zu den Rophitinae gehören etwa 13 Gattungen und mehr als 260 beschriebene Arten
Diese 13 Gattungen gehören zur Unterfamilie der Rophitinae:
- Ceblurgus Urban & Moure, 1993
- Conanthalictus Cockerell, 1901
- Dufourea Lepeletier, 1841
- Goeletapis Rozen, 1997
- Micralictoides Timberlake, 1939
- Morawitzella Popow, 1957
- Morawitzia Friese, 1902
- Penapis Michener, 1965
- Protodufourea Timberlake, 1955
- Rophites Spinola, 1808
- Sphecodosoma Crawford, 1907
- Systropha Illiger, 1806
- Xeralictus Cockerell, 1927